# Джордж-Вест (Техас)
Джордж-Вест (англ. George West) — місто (англ. city) в США, в окрузі Лайв-Оук штату Техас. Населення — 2171 особа (2020).

## Географія
Джордж-Вест розташований за координатами 28°19′48″ пн. ш. 98°7′6″ зх. д. / 28.33000° пн. ш. 98.11833° зх. д. (28.330000, -98.118304).  За даними Бюро перепису населення США в 2010 році місто мало площу 5,02 км², уся площа — суходіл.

## Демографія
Згідно з переписом 2010 року, у місті мешкало 2445 осіб у 847 домогосподарствах у складі 613 родин. Густота населення становила 487 осіб/км².  Було 972 помешкання (194/км²).
Расовий склад населення:
| - 91,6 % — білих - 0,9 % — чорних або афроамериканців - 0,5 % — корінних американців - 0,3 % — азіатів - 5,5 % — осіб інших рас |

До двох чи більше рас належало 1,2 %. Частка іспаномовних становила 50,6 % від усіх жителів.
За віковим діапазоном населення розподілялося таким чином: 26,3 % — особи молодші 18 років, 55,3 % — особи у віці 18—64 років, 18,4 % — особи у віці 65 років та старші. Медіана віку мешканця становила 39,1 року. На 100 осіб жіночої статі у місті припадало 95,1 чоловіків;  на 100 жінок у віці від 18 років та старших — 91,8 чоловіків також старших 18 років.
Середній дохід на одне домашнє господарство  становив 58 579 доларів США (медіана — 49 432), а середній дохід на одну сім'ю — 66 021 долар (медіана — 52 250). За межею бідності перебувало 17,3 % осіб, у тому числі 21,9 % дітей у віці до 18 років та 13,4 % осіб у віці 65 років та старших.
Цивільне працевлаштоване населення становило 848 осіб. Основні галузі зайнятості: освіта, охорона здоров'я та соціальна допомога — 22,2 %, мистецтво, розваги та відпочинок — 13,8 %, сільське господарство, лісництво, риболовля — 12,9 %.